# Loxocorone brochobola
Loxocorone brochobola är en bägardjursart som först beskrevs av Emschermann 1993.  Loxocorone brochobola ingår i släktet Loxocorone och familjen Loxosomatidae. Inga underarter finns listade i Catalogue of Life.